# Viewtiful Joe (spelserie)
Viewtiful Joe är ett datorspel som en actionspelserie utvecklat av Capcoms Clover Studio.
Viewtiful är ett ord sammansatt av orden view och beautiful och betyder Beautiful view (vacker syn).

## Spelserien består av
- Viewtiful Joe (Nintendo Gamecube/Playstation 2) (2003)
- Viewtiful Joe 2 (Nintendo Gamecube/Playstation 2) (2004)
- Viewtiful Joe: Red Hot Rumble (Nintendo Gamecube/Playstation Portable) (2005)
- Viewtiful Joe: Double Trouble (Nintendo DS) (2005)